# 愛由真由
《愛由真由》是在秋田書店的月刊少年Champion上連載的戀愛喜劇題材日本漫畫。作者為鈴野哲次與塩太郎（しおたろう）。

## 故事簡介
進入私立學園的主角豐川陽介，終於如願以償的和小時後被學園理事長收養的妹妹重逢，卻沒想到有兩位際遇和名字都很相似的少女，每個人都想不起來從前到底誰才是陽介的妹妹。真正的妹妹到底是誰呢？
本作已就讀高中的哥哥和兩位小一歲的妹妹為中心發展劇情，是妹控系的戀愛喜劇。主要舞台在安城家，每一話幾乎都有妹妹們在大浴室中聊天的場面。

## 登場人物

### 安城家周遭
豐川 陽介
本作主角，就讀南陽學園高中部二年級。身高171公分，血液為O型。小時候父母雙亡，和妹妹一起被兒童福利機構收留。現在住在理事長宅邸土地內的獨棟住宅中。性格為突飛猛進的變態（變態到能夠使用「妹GPS」等超乎常理的技能），不過成績相當優秀。溺愛兩個妹妹。離開兒童福利機構後一個人生活，因此野外求生能力非常強悍（甚至能夠獨立捕捉大王烏賊）。
安城 愛由
安城家養女，南陽學園高中一年級。身高153公分，血型為O型。小時候和陽介住在同一個機構中。性格好強，常常一副不高興的樣子。最初對陽介有所不滿，後來慢慢的開始對他有好感。學業和料理都不拿手，同時胸部和身材都很小（每天打球、喝牛奶似乎沒有效）。頭頂的毛髮會受到情緒的影響而有所動作。
安城 真由
安城家養女，南陽學園高中一年級。身高153公分，血型為O型。小時候和陽介住在同一個機構中。和愛由一起被安城家收養。個性有點少根筋，但總是面帶微笑，個性純真直率。對陽介抱持好感，卻不清楚是戀愛還是家族愛。胸部為F罩杯。擅長弦樂器。高中入學前的春假在被老虎襲擊時，陽介站出來保護她（有用鎖鏈鎖住而得以平安無事）而第一次注意到自己的感情。一開始對陽介與愛由和愛由的互動毫不介意，在發生事件後開始忌妒而向陽介表白。很怕知道自己到底是不是陽介的妹妹（如果是妹妹的話就得放棄陽介），衷心希望自己不是妹妹。
安城 勝貴
私立南陽學園理事長、愛由與真由的養父。知道陽介的事情後有時幫助他，有時把他當作接近女兒的壞蛋。有時會和陽介有類似相聲的對話。很沒有眼光。
安城 里枝
勝貴的妻子。充滿謎團，藏有寫著「真由和愛由的秘密」的盒子，似乎是本作的關鍵角色。知道千佳有愛由與真由小時候的照片後，第一次露出認真的表情低聲說出「這可糟了」。

安城家養的狗。能和陽介溝通（陽介的思考等級和狗相同之故）。會閱讀時尚雜誌。

### 其他角色
橘 夢
愛由等人的朋友。個性認真但卻十分狂熱。
野中 楓
愛由等人的朋友。發言時不會考慮到對方的感覺。
純
愛由的青梅竹馬，比愛由還難讓人親近。喜歡真由因而將陽介視為敵人。
柴田
前南陽學園高等部學生會長。變態妄想詩人。
小牧 奈由
和陽介住在同一個機構的少女，現在被加州的每個家庭收養。為了見陽介而來到日本，而後轉入南陽學園。
千佳
純的姊姊。南陽學園高等部三年級，現任學生會長。隨身攜帶照相機。

## 出版書籍

### 日文版
-  2007年7月6日出版 ISBN 978-4-253-20495-8
-  2007年11月8日出版 ISBN 978-4-253-20496-5
-  2008年5月8日出版 ISBN 978-4-253-20497-2
-  2008年11月7日出版 ISBN 978-4-253-20498-9
-  2009年4月8日出版 ISBN 978-4-253-20499-6

### 中文版
- 愛由真由1 2008年5月14日出版
- 愛由真由2 2008年6月19日出版
- 愛由真由3 2009年5月22日出版
- 愛由真由4 2009年11月21日出版